# Poix-de-Picardie
Poix-de-Picardie é uma comuna francesa na região administrativa de Altos da França, no departamento de Somme. Estende-se por uma área de 11,66 km². Em 2010 a comuna tinha 2 425 habitantes (densidade: 208 hab./km²).